# Rhodospatha densinervia
Rhodospatha densinervia är en kallaväxtart som beskrevs av Adolf Engler och Kurt Krause. Rhodospatha densinervia ingår i släktet Rhodospatha och familjen kallaväxter. IUCN kategoriserar arten globalt som otillräckligt studerad. Inga underarter finns listade.